# Jana forbesi
Jana forbesi är en fjärilsart som beskrevs av Berger 1980. Jana forbesi ingår i släktet Jana och familjen Eupterotidae. Inga underarter finns listade i Catalogue of Life.